# Молина, Хорхе
Хо́рхе Моли́на Вида́ль (англ. Jorge Molina Vidal; 22 апреля 1982, Алькой, Аликанте, Валенсия) — испанский футболист, игравший на позиции нападающего. Шесть лет карьеры провёл в команде «Реал Бетис», после ухода из «Бетиса» перешёл в «Хетафе», в составе которого провёл четыре года.

## Клубная карьера
До 23 лет Молина играл только в Терсере, представляя футбольные клубы «Алькояно», «Бенидорм» и «Гандиа». Профессиональный дебют Молины состоялся в сезоне 2007/08, когда он играл в составе «Полидепортиво» во втором дивизионе. Это, как и его пять голов (благодаря которым он стал лучшим игроком команды), было недолгим опытом. Отыграть 30 матчей оказалось недостаточно, чтобы избежать вылета. 29 октября 2008 года он выполнил прекрасный хет-трик, благодаря которому его команда одержала победу над «Вильярреалом» в сезонном Копа дель Рей.
Летом 2009 года Молина вместе со своим партнёром по команде подписал договор с футбольным клубом второго дивизиона «Эльче». Его первый сезон в этой команде был ошеломляющим. Он возглавил все чарты, забив 26 голов.
29 июня 2010 года Молина переехал в «Реал Бетис» (также игравший во втором дивизионе), подписав с клубом контракт на 4 года.
Свой первый год в клубе Молина отметил двухзначным количеством голов, несмотря на то, что почти три месяца из-за травмы колена он бездействовал. 19 января 2011 года он дважды забил в ворота «Барселоны», положив конец «непобедимой полосе» каталонцев в 28 играх.
Благодаря Молине и некоторым его одноклубникам «Бетис» смог вернуться в высшую лигу после двухлетнего отсутствия. Его первое выступление в высшей лиге состоялось в возрасте 29 лет, когда он находился на поле 30 минут в матче против «Гранады», а дебютный гол в Ла Лиге состоялся 15 октября 2011 года в поединке против «Реала».
В июне 2016 года стал игроком «Хетафе»и в том же сезоне вышел с командой в Ла Лигу.
В августе 2020 года стал игроком «Гранады». 19 декабря 2021 года в матче 19 тура против «Мальорки» (4:1) сделал хет-трик, тем самым установив рекорд Ла Лиги как самый возрастной игрок, забивший три гола в одной игре (39 лет и 241 день).

## Статистика
| Клуб          | Страна  | Годы      | Игры | Голы |
| ------------- | ------- | --------- | ---- | ---- |
| Алькояно      | Испания | 2001—2002 | 28   | 12   |
| Бенидром      | Испания | 2002—2004 | 18   | 7    |
| Гандиа        | Испания | 2004—2005 | 22   | 5    |
| Бенидром      | Испания | 2005—2007 | 72   | 34   |
| Полидепортиво | Испания | 2007—2009 | 68   | 24   |
| Эльче         | Испания | 2009—2010 | 38   | 26   |
| Реал Бетис    | Испания | 2010—2016 | 180  | 66   |
| Хетафе        | Испания | 2016—2020 | 151  | 48   |
| Гранада       | Испания | 2020—н.в. | 53   | 15   |

- (откорректировано по состоянию на 28 января 2022 года)